# Fetscherplatz

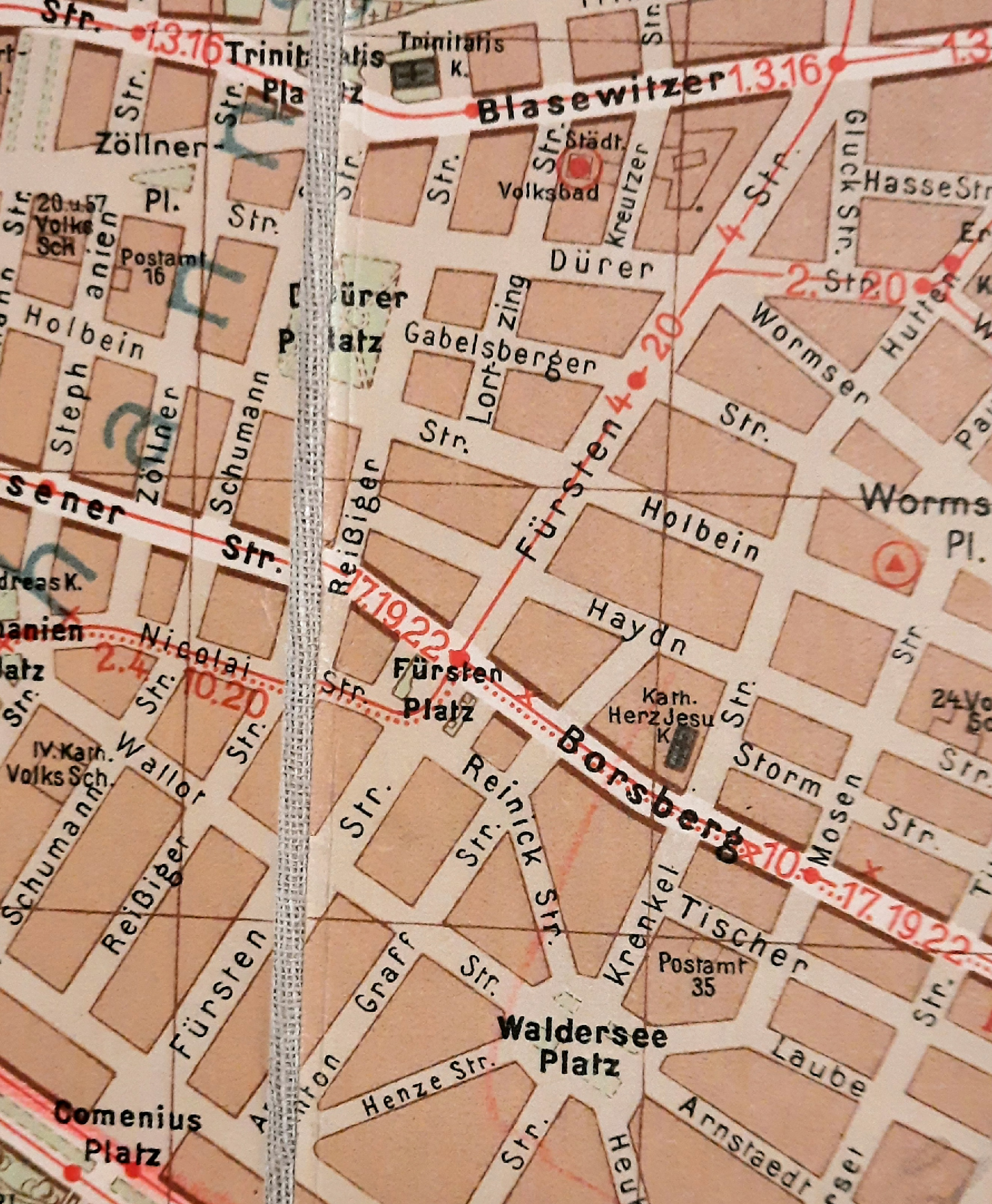
Stadtplan Dresden von 1928

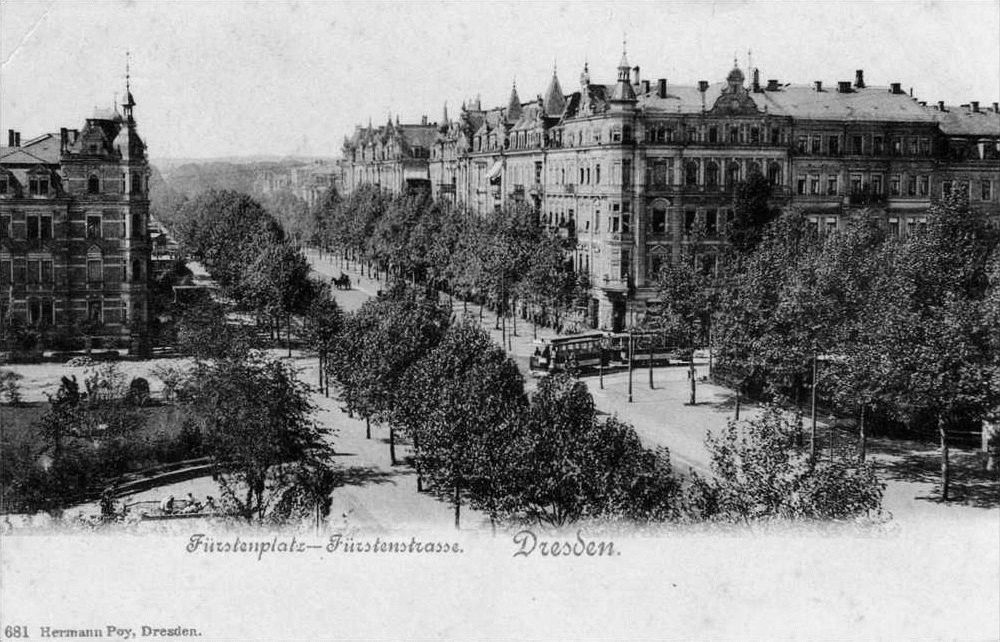
Fürstenplatz um 1900

Fetscherplatz 2022

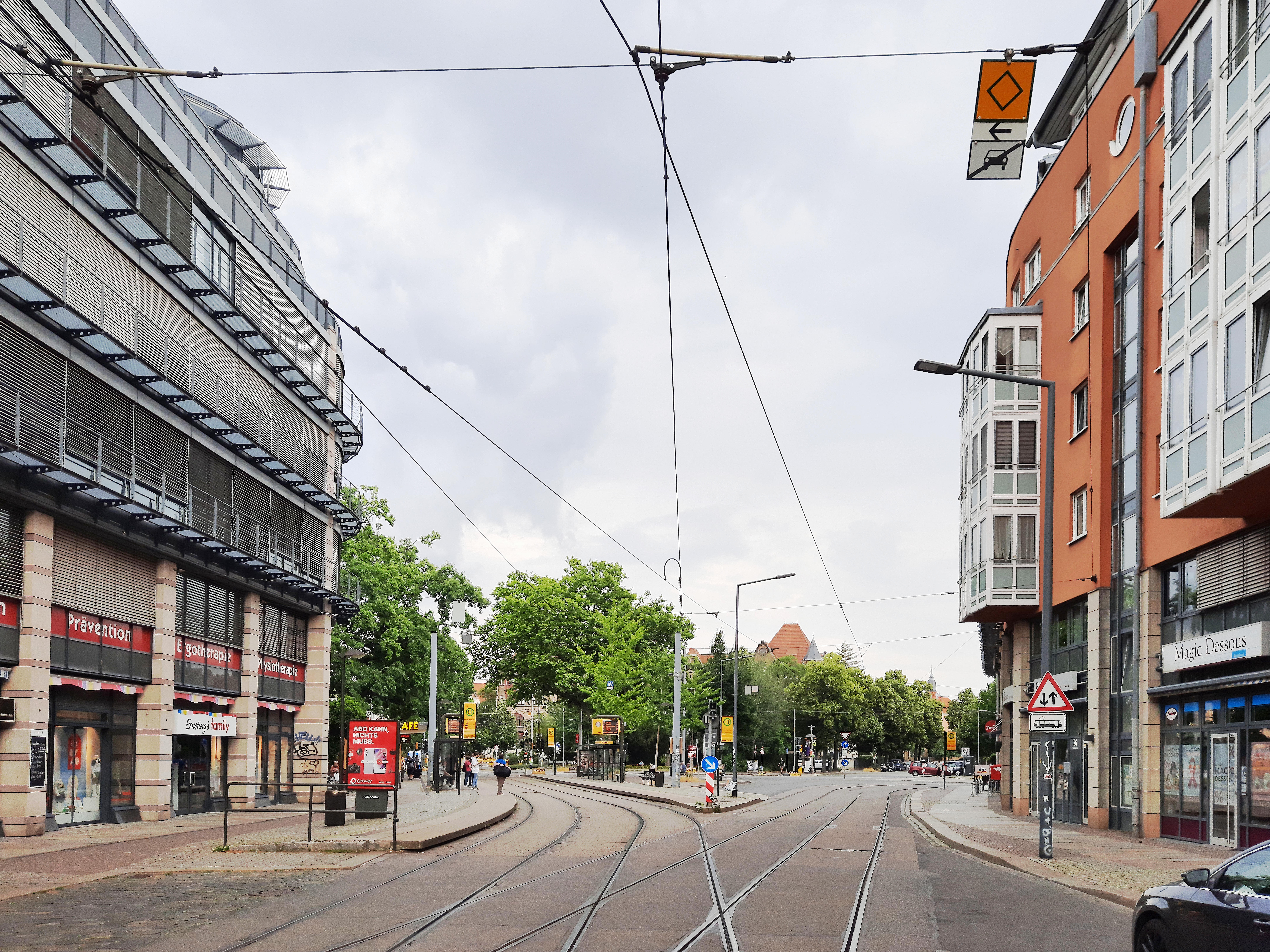
Blick zum Fetscherplatz von der Nicolaistraße

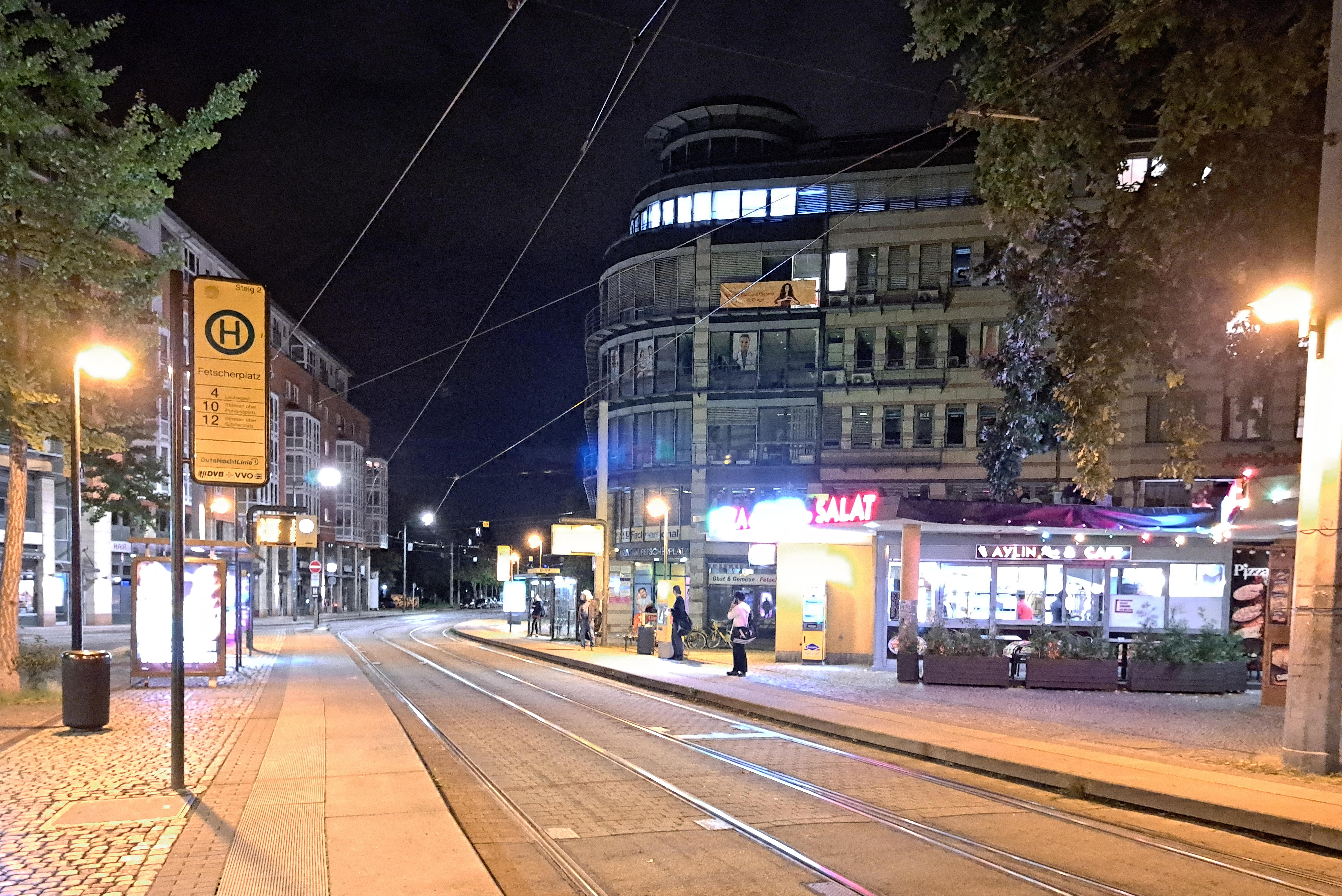
Fetscherplatz bei Nacht

Der Fetscherplatz (bis 1946 Fürstenplatz) befindet sich in Dresden-Johannstadt und wird von der Flurgrenze zum Stadtteil Striesen halbiert. Die durchlaufende Fetscherstraße (bis 1946 Fürstenstraße) bildet die Grenze zu beiden Stadtteilen.

## Entstehung
Im Jahr 1874 wurde ein bestehendes Bauverbot für die landwirtschaftlichen Brachflächen von der Stadt Dresden aus dem Jahr 1815 aufgehoben. Fortan entstand ein regelrechter Bauboom. Bisher gab es nur drei Schotterwege, auf denen man die Stadt erreichen konnte. Im Jahr 1880 wurde die Grunaer Straße eingeweiht und für den öffentlichen Verkehr frei gegeben. Die um 1872 gegründete Zentralbank für Landerwerb und Bauten sichtete sich mit einem großen Landerwerb zwischen Großen Garten und Blasewitzer Straße Bauland zum Weiterverkauf. Nach zwei Jahren kaufte der Bauverein Johannstadt die Besitztümer und es entwickelte sich eine rege Bautätigkeit. Somit entstand im Jahr 1878 der Fetscherplatz (bis 1946 Fürstenplatz). Die durchlaufende Fetscherstraße gab dem Platz seinen Namen. Von Johannstädter Seite enden hier die Striesener Straße und die Nicolaistraße. Beginnend zur Striesener Seite sind die Borsbergstraße und die Reinickstraße zu nennen. Mit den errichteten mehrgeschossigen Wohn- und Geschäftsgebäuden in geschlossener Bauweise und den Geschäften und Gaststätten erlangte der Platz überregionale Bedeutung als Einkaufszentrum und Verkehrsknotenpunkt und hat es bis in die heutige Zeit bewahrt. In einigen Hinterhöfen entstanden kleinere Werkstätten und Betriebe. Im Jahr 1893 befand sich noch eine Hebestelle an der Ecke Borsbergstraße/Fetscherstraße zur Erhebung von Zollgebühren. Noch im gleichen Jahr wurden die baufälligen und nunmehr überflüssigen Bauten abgerissen. Um 1900 war der Platz mit mehrgeschossigen Gebäuden und einzelnen Stadtvillen umschlossen bebaut. Hinzu kamen noch im Laufe des technischen Fortschritt eine Trafostation, ein Verkaufspavillon und ein Wartehalle der Dresdner Straßenbahn.

## Knotenpunkt für den Öffentlichen Nahverkehr
Der Fetscherplatz ist auch im öffentlichen Nahverkehr ein wichtiger Umsteigepunkt. Die Eröffnung der ersten Linie über den Fürstenplatz war am 16. August 1883.
Des Weiteren befuhren folgende Straßenbahnlinien der Dresdner Verkehrsbetriebe den Platz:

### Linienübersicht bis 1945
| Linin-Nr. | Anfangsstation  | Endstation         | Bemerkung             |
| --------- | --------------- | ------------------ | --------------------- |
| 2         | Loschwitz       | Schlachthof        |                       |
| 4         | Wettiner Straße | Pfotenhauer Straße |                       |
| 10        | Übigau          | Altenberger Straße |                       |
| 17        | Mickten         | Gottleubaer Str.   |                       |
| 19        | Niedersedlitz   | Cossebaude         |                       |
| 20        | Leutewitz       | Altenberger Straße |                       |
| 22        | Laubegast       | Hainsberg          |                       |
| 26        | Hauptbahnhof    | Hauptbahnhof       | Ringlinie „26er-Ring“ |

Die schweren Zerstörungen im Jahr 1945 führten dazu, dass erst im Dezember 1946 der Straßenbahnverkehr über den Platz wieder möglich wurde.

### Linienübersicht 2024
Aktuell halten drei Straßenbahnlinien und eine Buslinie an dem Platz.
| Linien-Nr. | Anfangsstation | Endstation    | Bemerkung                                 |
| ---------- | -------------- | ------------- | ----------------------------------------- |
| 4          | Laubegast      | Weinböhla     |                                           |
| 10         | Striesen       | Messe Dresden |                                           |
| 12         | Striesen       | Leutewitz     |                                           |
| 64         | Reick          | Kaditz        | langfristig soll die Linie verlegt werden |

## Nach 1945
Die Bombardierungen der Stadt Dresden zum Ende des Zweiten Weltkrieges zerstörten auch den Platz und umliegende Straßenzüge. Die Johannstadt wurde in 20 Minuten zum Trümmerfeld. Am Platz wurden alle Gebäude von Bomben getroffen und beschädigt. Die Gebäude an der Nicolaistraße wurden total zerstört, wie auch die Eckgebäude an der Reinickstraße; die Gebäude Fetscherplatz 1,2 und 3 wurden schwer beschädigt bzw. zerstört. Die Beräumung der Trümmer erfolgte bereits im Jahr 1946. Die Linie T2 der Trümmerbahn hatte in der Zeit von 1946 bis 1952 eine Streckenlänge von 4 Kilometern. Allmählich fuhren wieder Straßenbahnen über den Platz. Die beschädigten Gebäude wurden je nach Lage von Material und Arbeitskräften in der Folge wieder aufgebaut und saniert. Von der einstigen architektonischen Pracht zeugt die aus vier Gebäude bestehende Häuserfront des Fetscherplatzes 4, 5, 6 und 7, welche gestalterisch harmonierend eine Einheit bilden. Mit repräsentativen Sandsteinfassaden, Eckerker, Dachgauben und Ziergiebeln sowie runden erhebenden Türmchen an den Gebäudeecken zum Platz hin zeigen sie die einstige Schönheit. Erst ab 1990 wurden die restlichen Kriegslücken bebaut und geschlossen. So entstand im Jahr 1995 das Wohn-, Büro- und Geschäftshaus Akzent nach Plänen des Architekten Roschik. Etwas später folgte das Forum am Fetscherplatz mit einer kleinen Ladenpassage. Somit fand die bauliche Umrahmung des Platzes ihren Abschluss und ist als Einkaufszentrum und Verkehrsknotenpunkt von Bedeutung.
Ein Flachbau inmitten des Fetscherplatzes entstand im Jahr 1949; er wurde von Architekt Herbert Schneider entworfen. Ursprünglich beherbergte er eine Wartehalle, einen Kiosk und einen Fahrkartenverkauf. Während der Umgestaltung des Platzes wurde er 1998 saniert und enthält heute eine Imbissgaststätte.
Etwas Besonderes ist ein Einzelbaum am Fetscherplatz das Naturdenkmal Eiche Fetscherplatz, eine Leierblättrige Eiche. Eine einfache Stele erinnert an den Arzt, Forscher und Sozialhygieniker Rainer Fetscher, den Namensgeber des Platzes.
Um und am Fetscherplatz befinden sich verschiedene medizinische und gesundheitliche Einrichtungen, darunter zwei Apotheken und mehrere Arztpraxen. Zudem findet man im Außenbereich der Gebäudeseiten entlang des Fetscherplatzes Geschäfte für Lebensmittel, wie Obst und Gemüse, Blumen, Bäckereien und Cafés, eine Fleischerei, Bekleidungsläden und einen Buchladen.
Ab dem 31. Mai 2024 soll der Fetscherplatz grundhaft erneuert und umgestaltet werden. Dabei werden auch die Haltestellen neu gebaut und barrierefrei gestaltet. Außerdem soll es Veränderungen an den Gehwegen und der Platzgestaltung geben.

## Baumbestand am Fetscherplatz
Mit der Enttrümmerung und dem Wiederaufbau erfolgten umfangreiche Baumbepflanzungen. Mit der Umgestaltung des Platzes wurden neue Baumpflanzungen getätigt. Die besonderen Wuchsformen, Ausprägungen und Verwachsungen unterschiedlichster Bäume und Gehölzen vorzufinden.

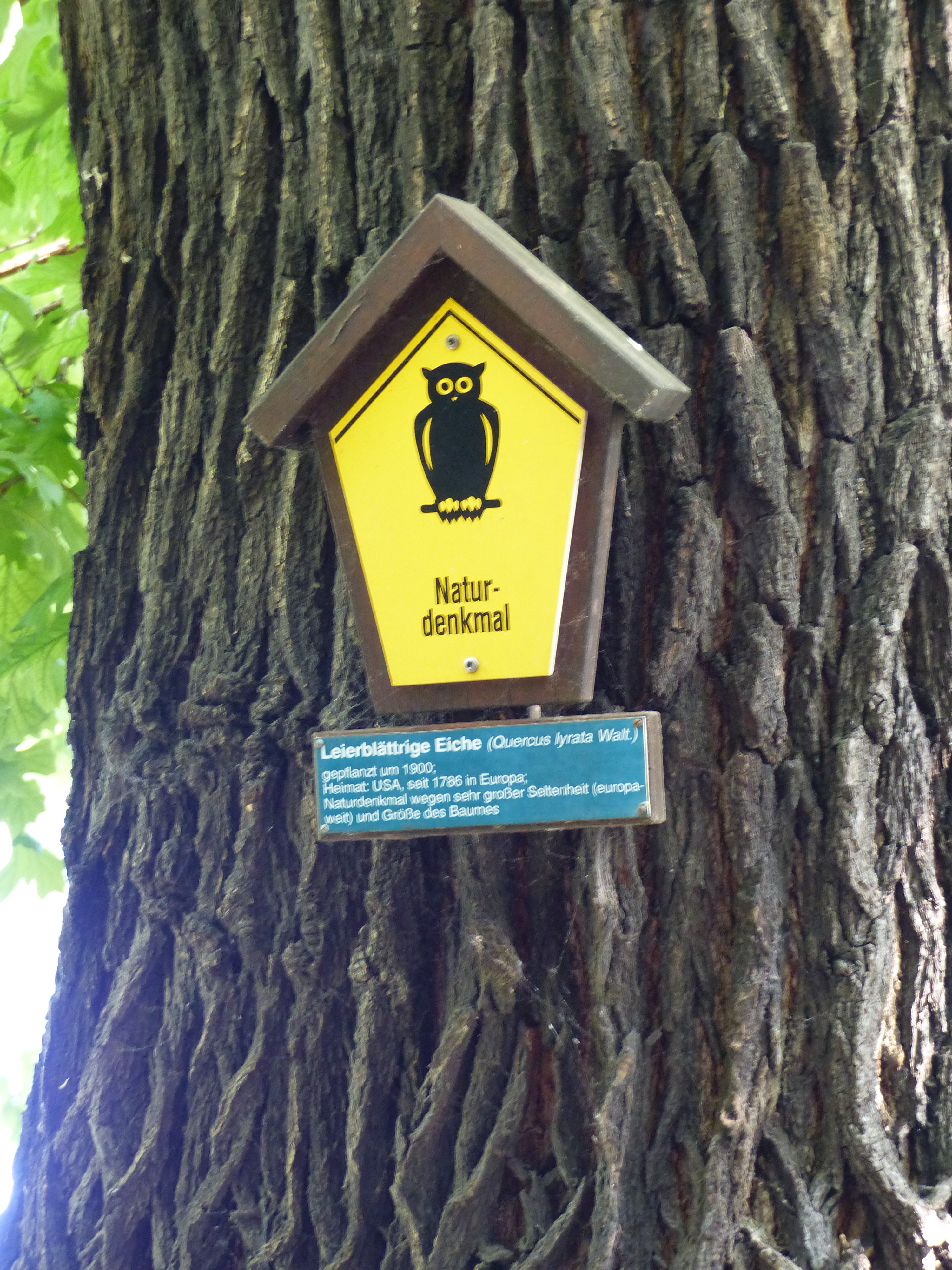
Naturdenkmal Eiche

Der Baumbestand besteht aus folgenden dendrologischen Gehölzen:
- Acer platanoides (Spitz-Ahorn)
- Crataegus species (Weißdorn)
- Fraxinus exc.'Diversifolia' (Einblatt-Esche)
- Platanus x acerifolia (Gewöhnliche Platane)
- Ginkgo biloba (Ginkgo)
- Quercus lyrata (Leierblättrige Eiche)
- Quercus robur (Gewöhnliche Stiel-Eiche)
- Taxus baccata (Europäische Eibe)
- Tilia cordata (Winter-Linde)
- Tilia platyphyllos (Gewöhnliche Sommer-Linde)
- Tilia species (Linde)
- Tilia x euchlora (Krim-Linde)
- Tilia x vulgaris (Holländische Linde)
- Ulmus minor (Feld-Ulme)[7]